# Église Saint-Didier de Montbellet
L'église Saint-Didier est une église romane située sur le territoire de la commune de Montbellet, en Haut-Mâconnais, dans le département français de Saône-et-Loire en région Bourgogne-Franche-Comté. Elle relève de la paroisse Notre-Dame-des-Coteaux en Mâconnais (qui a son siège à Lugny).

## Historique
L'église a été érigée à l'époque romane. Elle faisait partie, initialement, d’un prieuré dépendant de l'abbaye de Saint-Claude dans le Jura et qui avait pour annexe la chapelle de Saint-Oyen, du nom d'un saint jurassien.
« Mon église est placée sur une hauteur au milieu de la paroisse. Le clocher est octogone, élevé de soixante-deux pieds. À cent pas d'elle sont deux maisons à son couchant, et une croix à la même distance. » écrivait le curé de Montbellet au milieu du XVIIIe siècle.
Des dégâts dus à la foudre obligèrent à des travaux qui furent entrepris en 1962 (extérieur) et 1963 (intérieur). L'église, fermée durant ce temps, fut rouverte en octobre 1963.
Début 2000, l'église subit une rénovation complète.

## Architecture
On peut observer, à l’intérieur, trois étapes successives de construction :
- De l'époque romane (XIIe siècle), il reste la travée sous clocher avec coupole octogonale sur trompes, portée sur deux arcs latéraux qui permettent le passage du plan rectangulaire au plan carré.

- De l'époque gothique date le chœur, qui est de la fin du XIIIe ou du début du XIVe siècle, à chevet plat, qui est profond de deux travées ; il est voûté d'ogives chanfreinées, que sépare un fort arc-doubleau au cintre légèrement brisé. Ce chœur communique au sud avec une petite sacristie.

- Enfin, du début du XVIIIe siècle date la nef rectangulaire, agrandie en 1702. Bâtie sur un sol en pente, elle présente une particularité remarquable : une assez forte déclivité d’ouest en est.

Quatre dalles funéraires du XIXe siècle en pierre calcaire gravée (pierre rose de Préty, coquillé) forment le dallage du porche de l’église. Sont bien conservées celle de Georges-Marie, baron de Montbellet (1761-1813), capitaine de cavalerie (érigée par son épouse, Marie-Julie Pauline de Colbert, née à Saint-Germain-en-Laye, marraine de la cloche de l’église) et, devant cette dalle, celle de Benoît Lafontaine (1795-1867), maire de Montbellet (sur laquelle apparaît la rose et l’écharpe de maire). La dalle à côté du maire Laurencin (avec les mêmes insignes de maire) est très effacée.

## Culte
Édifice consacré du diocèse d'Autun relevant de la paroisse Notre-Dame-des-Coteaux-en-Mâconnais (siège à Lugny) – qui en est affectataire au titre de la loi de 1905 –, l'église de Montbellet est, plusieurs siècles après sa construction, un lieu de culte catholique.